# Route nationale 166a
La route nationale 166a ou RN 166a était une route nationale française reliant Châteauneuf-d'Ille-et-Vilaine à Pleslin-Trigavou.
La route franchissait la Rance par le pont Saint-Hubert. Elle était la route principale reliant Dinan et Dinard à Saint-Malo jusqu'à l'ouverture du barrage de la Rance en 1968, puis du pont Chateaubriand en 1991.
À la suite de la réforme de 1972, elle a été déclassée en RD 366. L'ancien tracé est désormais doublée par la voie expresse RN 176.

## Ancien tracé de Châteauneuf-d'Ille-et-Vilaine à Pleslin-Trigavou (D 366)
- Châteauneuf-d'Ille-et-Vilaine
- La Ville-ès-Nonais
- Plouër-sur-Rance
- Pleslin-Trigavou.